# Vici, Oklahoma
Vici, Oklahoma (енгл. Vici) град је у америчкој савезној држави Оклахома.

## Демографија
По попису из 2010. године број становника је 699, што је 31 (4,6%) становника више него 2000. године.
| Група             | 2000.       | 2010.       |
| Белци             | 640 (95,8%) | 616 (88,1%) |
| Афроамериканци    | 0 (0,0%)    | 2 (0,3%)    |
| Азијати           | 2 (0,3%)    | 0 (0,0%)    |
| Хиспаноамериканци | 13 (1,9%)   | 48 (6,9%)   |
| Укупно            | 668         | 699         |